# Cattlianthe
Cattlianthe J.M.H. Shaw (2003), (abreviado Ctt.) en el comercio, es un híbrido intergenérico entre los géneros de orquídeas Cattleya Lindl. (1824) y Guarianthe Dressler & W.E.Higgins (2003).

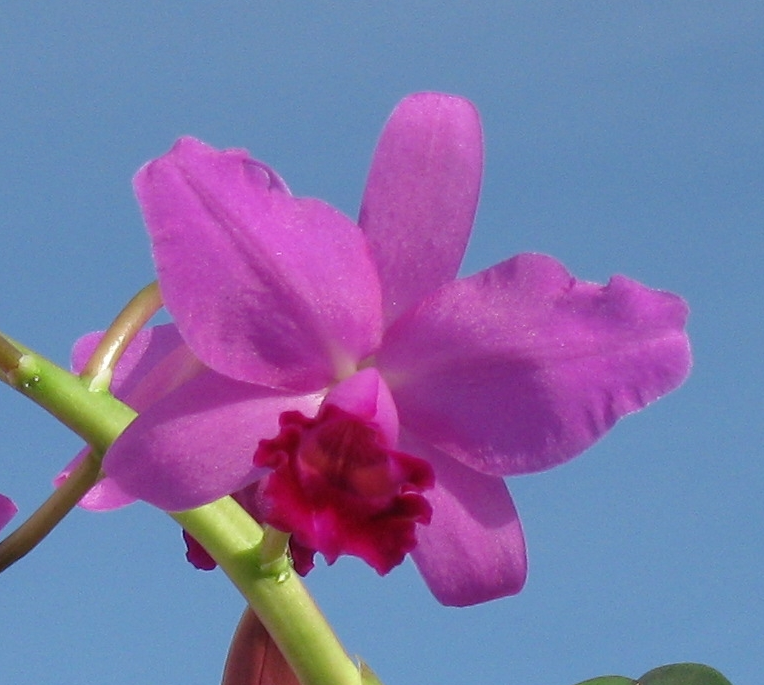
Ctt. Portia 'Gloriosa' (= Gur. bowringiana × C. labiata)[3] (antes C. Portia)
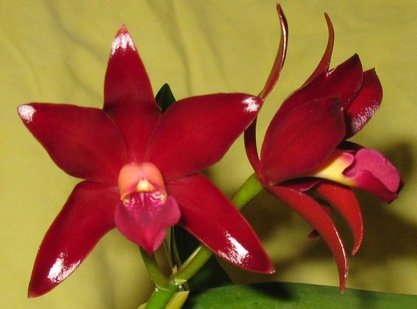
Ctt. Chocolate Drop 'Volcano Queen' (= C. guttata × Gur. aurantiaca)[4] (antes C. Chocolate Drop)
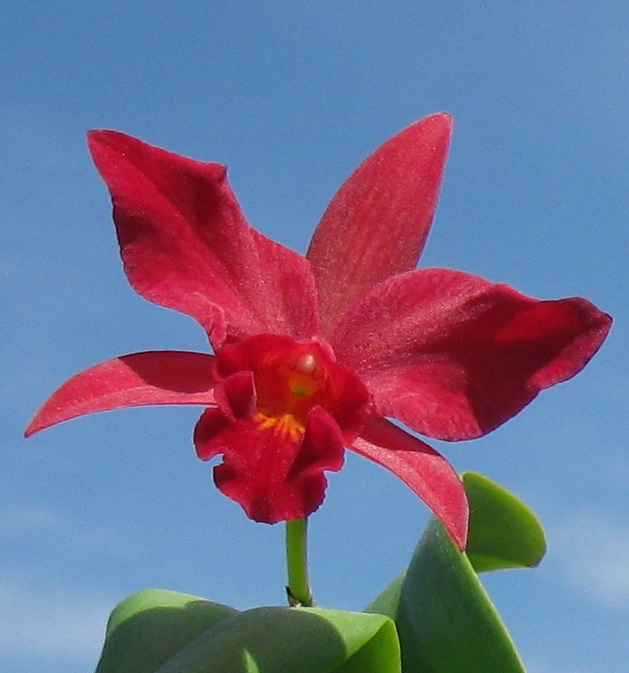
Cattlianthe Jewel Box 'Scheherazade' (= Gur. aurantiaca × C. Anzac 'Orchidhurst') antes Slc. Jewel Box, Ctt. Jewel Box is one parent of Ctt. Hazel Boyd.